# Heliothis
Heliothis es un género de polillas de la familia Noctuidae. Fue originalmente descrito por Ferdinand Ochsenheimer en 1816. Varias de las especies que inicialmente se clasificaban en este género están ahora en otros géneros como Chloridea y Helicoverpa. Muchas de sus larvas son plagas agrícolas como del tabaco, algodón, soja y guandul.

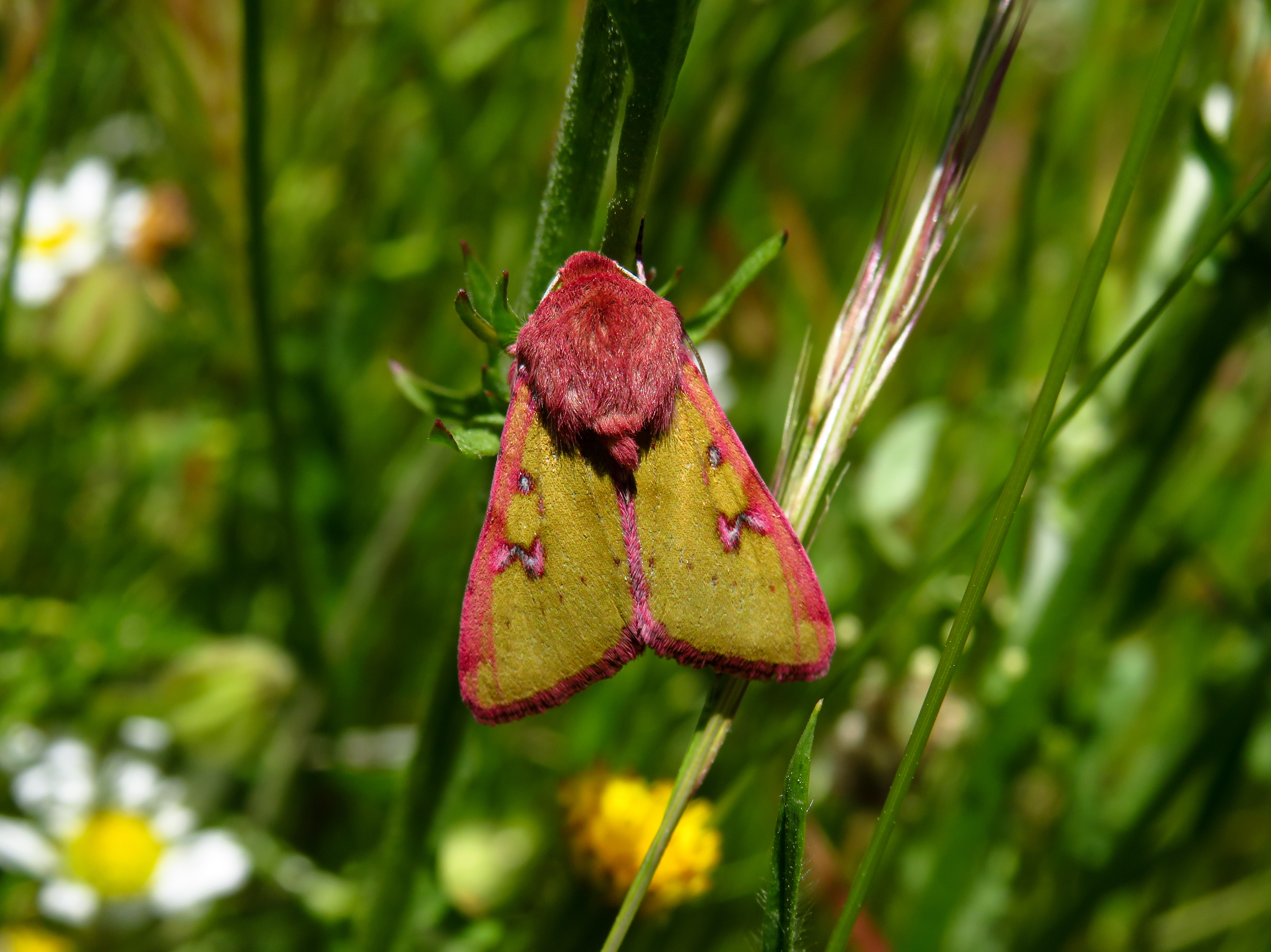
Heliothis incarnata

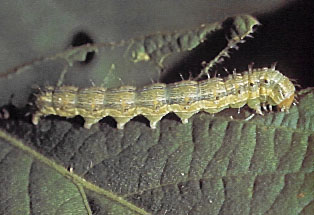
Larva de Heliothis virescens

## Especies
- Subgénero Heliothis:
  - Heliothis acesias Felder & Rogenhofer, 1872
  - Heliothis australis Hardwick, 1994
  - Heliothis belladonna (H. Edwards, 1881)
  - Heliothis borealis (Hampson, 1903)
  - Heliothis conifera (Hampson, 1913)
  - Heliothis cystiphora (Wallengren, 1860)
  - Heliothis flavescens (Janse, 1917)
  - Heliothis flavigera (Hampson, 1907)
  - Heliothis fuscimacula (Janse, 1917)
  - Heliothis hoarei Matthews, 1999
  - Heliothis lucilinea Walker, 1858
  - Heliothis maritima Graslin, 1855
  - Heliothis metachrisea (Hampson, 1903)
  - Heliothis melanoleuca Mitchell, 1997
  - Heliothis molochitina (Berg, 1882)
  - Heliothis nubigera Herrich-Schäffer, [1851]
  - Heliothis ononis (Denis & Schiffermüller, 1775)
  - Heliothis oregonica (H. Edwards, 1875)
  - Heliothis pauliani Viette, 1959
  - Heliothis peltigera (Denis & Schiffermüller, 1775)
  - Heliothis perstriata (Brandt, 1941)
  - Heliothis philbyi (Brandt, 1941)
  - Heliothis phloxiphaga Grote & Robinson, 1867
  - Heliothis proruptus Grote, 1873
  - Heliothis punctifera Walker, 1857
  - Heliothis roseivena (Walker, 1866)
  - Heliothis scutuligera Guenée, 1852
  - Heliothis sturmhoefeli Draudt, 1927
  - Heliothis subflexa (Guenée, 1852)
  - Heliothis tergemina (C. Felder & Rogenhofer, 1874)
  - Heliothis virescens (Fabricius, 1777)
  - Heliothis viriplaca (Hufnagel, 1766)
  - Heliothis xanthia Angulo y Olivares, 1999
  - Heliothis xanthiata Walker, 1865

- Subgénero Masalia:
  - Heliothis albida (Hampson, 1905)
  - Heliothis albipuncta (Hampson, 1910)
  - Heliothis cruentata (Moore, 1881)
  - Heliothis decorata (Moore, 1881)
  - Heliothis disticta (Hampson, 1902)
  - Heliothis galatheae (Wallengren, 1856)
  - Heliothis leucosticta (Hampson, 1902)
  - Heliothis nubila (Hampson, 1903)
  - Heliothis philbyi (Brandt, 1941)
  - Heliothis perstriata (Brandt, 1941)
  - Heliothis quilengesi Seymour, 1972
  - Heliothis sublimis (Berio, 1962)
  - Heliothis transvaalica (Distant, 1902)
  - Heliothis uncta (Swinhoe, 1885)

- Subgénero Timora (también tratado como un género aparte):
  - Ver: Timora